# Télescope à rayons X

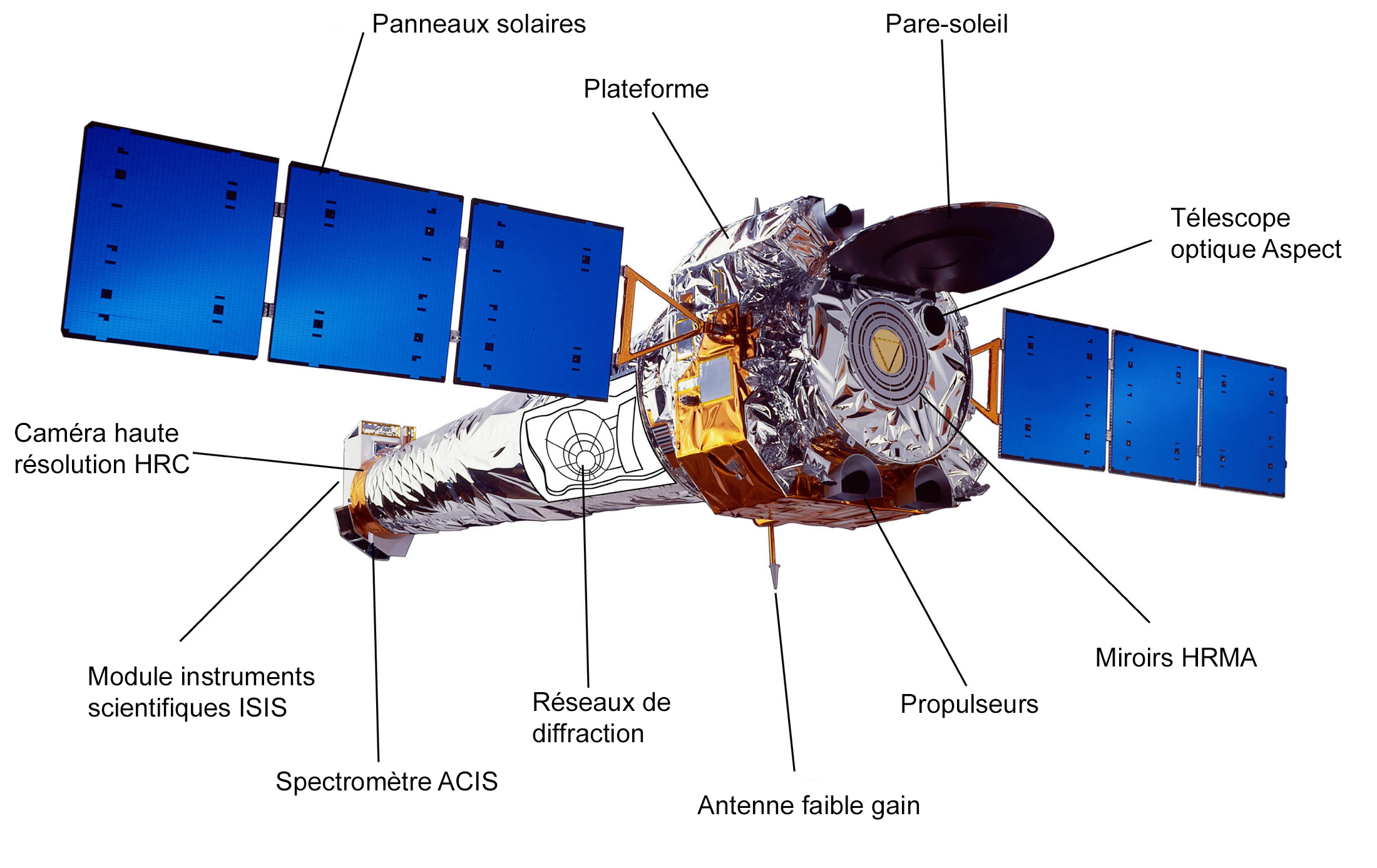
Schéma du télescope spatial Chandra.

Un télescope à rayons X est un télescope conçu pour l'astronomie des rayons X. Ces derniers doivent être mis en orbite hors de l'atmosphère terrestre, qui est opaque aux rayons X. Ils sont donc montés à bord de fusées-sondes ou des satellites artificiels.
Au début des années 2000, les télescopes à rayons X peuvent observer avec une certaine précision des rayonnements allant jusqu'à une énergie d'environ 15 keV. Le NuSTAR, qui est l'un des plus récents appareils, repousse cette limite à 79 keV grâce à une technologie impliquant de nouvelles épaisseurs de revêtements, une fabrication assistée par ordinateur ainsi que diverses autres techniques.

## Historique

L'opacité électromagnétique de l'atmosphère ne permet pas l'observation du ciel dans le domaine des rayons X depuis un observatoire terrestre. L'astronomie des rayons X utilise des observatoires spatiaux.

Le premier télescope à rayons X est de type Wolter I. Il est lancé à l'aide d'une fusée en 1965 afin de capter des images en rayons X du Soleil.
L'observatoire d'Einstein est le premier observatoire à rayons X avec un télescope du type Wolter I mis en orbite. Lancé en 1978, il obtient des images à rayons X de haute résolution dans une zone d'énergie de 0,1 à 4 keV des étoiles de tout type, de vestiges de supernova, de galaxies et de groupes de galaxies.
Lancé en 1999, l'observatoire à rayons X Chandra fait partie des télescopes à rayons X les plus récents. Fruit d'une collaboration entre la NASA, par l'agence spatiale européenne, par l'agence spatiale russe et par l'agence aérospatiale japonaise, Chandra opère depuis une orbite très elliptique et envoie des images de la branche énergétique ayant un champ de 0,5 seconde d'arc dans une branche énergétique de 0,08  à   10 keV.

## Conception

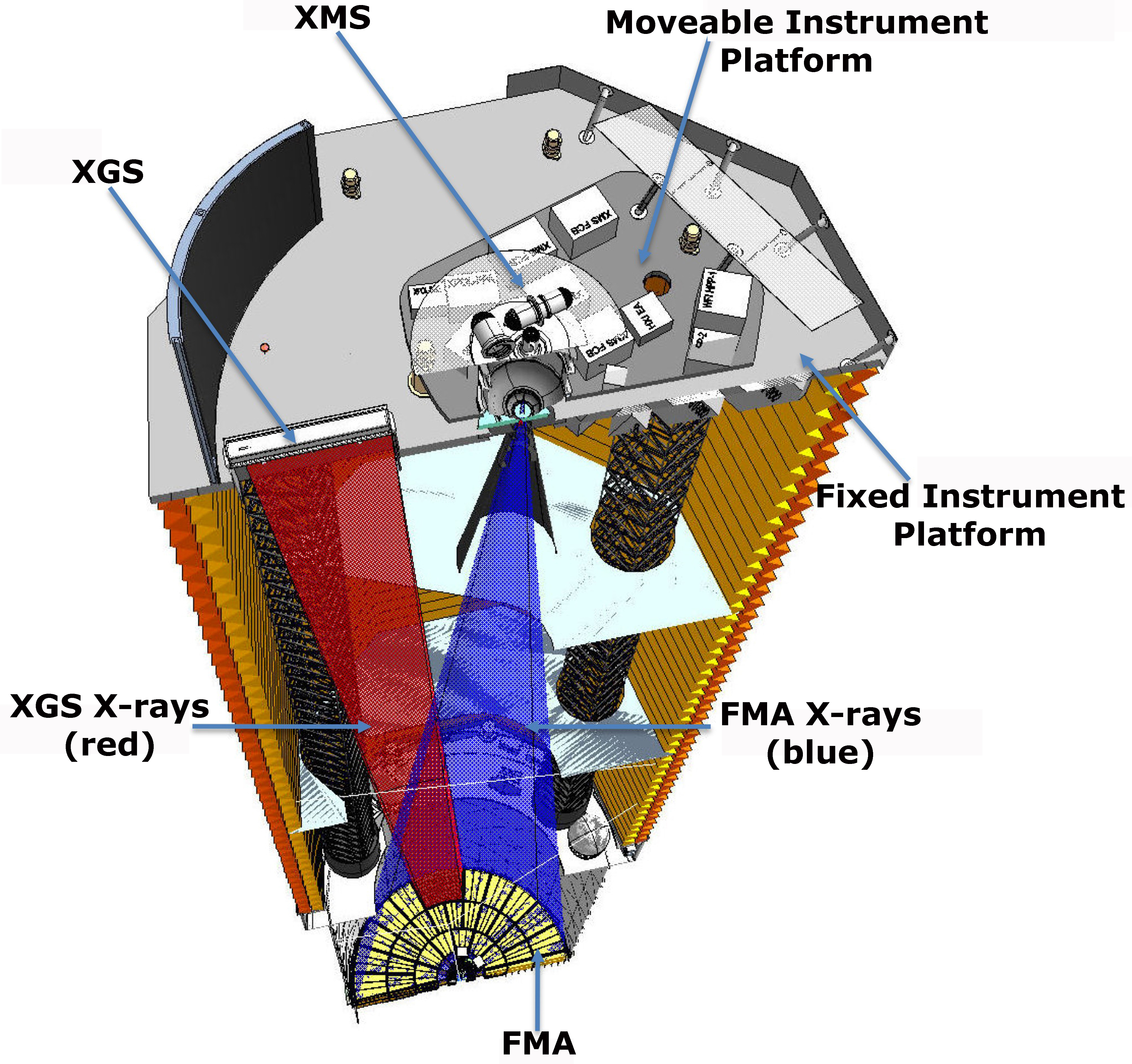
Vue interne du télescope à rayons X ATHENA.

Dans le domaine de la lumière visible, il est possible d'utiliser des lentilles en verre optique dans des systèmes réfractifs ou des miroirs, la réfraction ou la réflexion ont lieu normalement dans ce domaine de longueur d'onde, permettant une certaine liberté dans l'élaboration des télescopes, bien que la plupart soient actuellement composés de miroirs. Dans le domaine des rayons X, caractérisés par des longueurs d'onde courtes, le rayonnement traverse le verre des miroirs sans se réfléchir. En effet la longueur d'onde du rayonnement X devient plus courte que la distance moyenne entre les atomes. Toutefois cette distance peut être réduite en frappant le matériau sous une incidence plus faible. Ainsi sous un angle d'incidence de 0,1° une longueur d'onde de 10 × 10−10 m est 5 fois plus longue que la distance moyenne entre les atomes. Pour dévier correctement les faisceaux de rayons X il faut donc travailler en incidence rasante. C'est la technique utilisée par le télescope Wolter. On parle de « réflexion à incidence rasante ». L'incidence permettant la réflexion diminue à mesure que la longueur d'onde devient plus courte et qu'augmente l'énergie du rayon X : à 20 keV l'angle entre la surface du miroir et le rayon incident doit être de 0,25° et à 70 keV de seulement 0,07°. En deçà d'une certaine longueur d'onde l'angle d'incidence nécessite des instruments d'une longueur trop importante : on renonce à faire converger le rayonnement et on utilise la technique du télescope à masque codé pour localiser la source du rayonnement.

### Télescope Wolter
La première optique utilisant des miroirs en incidence rasante est réalisée en 1948, mais celle-ci présente une faible résolution angulaire. Hans Wolter met au point en 1952 trois types d'optiques, dites optiques Wolter de type I, II et III, qui combinent deux miroirs confocaux présentant une symétrie de révolution (paraboloïde, hyperboloïde ou ellipsoïde) : le rayonnement émis d'une source à l'infini est réfléchi successivement par les deux miroirs pour former une image au foyer commun des deux miroirs. Le type I est pratiquement le seul utilisé car sa focale est plus réduite et il permet d'imbriquer plusieurs miroirs (appelés coques ou coquilles) permettant d’accroître la surface collectrice. L'optique obtenue est parfaitement stigmatique sur l'axe optique, ne présente pas d'aberration de sphéricité et remplit la condition des sinus d'Abbe, c'est-à-dire que le système forme une image sans aberration de coma. La qualité image est limitée par les défauts cristallins des surfaces faisant miroir.
Les miroirs peuvent être composés de céramique ou de feuilles métalliques. Les matériaux les plus utilisés sont l'or et l'iridium. L'angle critique de réflexion dépend du matériau et de l'énergie des rayons incidents. Ainsi, par exemple, pour de l'or avec des photons dont l'énergie est d'un kiloélectron-volt, l'angle critique de réflexion est de 3,72 degrés. Le miroir du NuSTAR possède plusieurs couches, dont certaines faites de tungstène et de silicium ainsi que de platine et de carbure de silicium.

### Télescope à masque codé
Quelques télescopes à rayons X dur utilisent la méthode d'imagerie par ouverture codée. Dans les instruments de ce type on interpose entre le détecteur et la source du rayonnement X un masque opaque à ce rayonnement mais percé de trous qui laissent passer celui-ci. Les photons qui viennent frapper le détecteur projettent donc une ombre portée de ce masque. Pour une source donnée (étoile...) l'ombre créée présente un décalage horizontal sur le détecteur qui reflète la position de la source dans le ciel. L'image obtenue par le détecteur est indirecte et doit être retraitée pour obtenir une restitution de la portion de ciel observée. Cette opération dite de déconvolution est rendue plus complexe par la multiplicité des sources de rayonnement et donc de leurs ombres qui se superposent éventuellement ainsi que par la présence d'un bruit de fond X. Les rayons cosmiques incidents, protons ou noyaux atomiques accélérés caractérisés par des niveaux d'énergie équivalents à ceux des photons X viennent également perturber les mesures effectués par le détecteur.

## Télescopes à rayons X
Catégorie:Télescope spatial à rayons X
Quelques exemples de télescopes à rayons X :
- Exosat : Les deux télescopes à imagerie fonctionnant à basse énergie à bord d'EXOSAT utilisaient des optiques à rayons X de type Wolter 1 et étaient équipés de deux détecteurs au plan focal (en) : un PSD (position sensitive detector) et un CMA (channel multiplier array)[6].
- Télescope Filin : Le télescope filin, situé à bord de Saliout 4, est composé de quatre compteurs, dont trois ont une surface totale de détection de 450 cm2 pour une énergie de 2  à   10 keV, et un de 37 cm2 pour la gamme de 0,2  à   2 keV. Le champ a été limité par un collimateur à fentes à une largeur à mi-hauteur de 3° x 10°. L'instrumentation comprend des capteurs optiques montés sur l'extérieur de la station avec les détecteurs de rayons X. L'alimentation et les unités de mesure étaient à l'intérieur[7].
- Télescope SIGMA : Le télescope à rayons X SIGMA couvre la gamme d'énergie de 35  à   1 300 keV avec une surface utile de 800 cm2 et un champ de sensibilité maximale de vue de ~ 5 ° x 5 °[8]. Son pouvoir de résolution était de 15 minutes d'arc[9].